# Snapsakademien
Manskören Snapsakademien är en manskör och studentkör vid Luleå tekniska universitet.
Manskören Snapsakademien (vardagligt Snapsakademien) bildades år 1995 av några medlemmar i Lulespexet och framför studentikosa alster, dryckesvisor och klassisk manskörsrepertoar. Kören består till största delen av studenter vid LTU. Snapsakademien framträder så gott som alltid i frack och studentmössa (Teknologkårens medlemmar har vinröd teknologmössa, med tofs, och medlemmar i Luleå studentkår har blå studentmössa).
Våren 2001 konstituerades föreningen Snapsakademien och hösten 2001 började Joakim Sandström, som blev körens första riktiga dirigent. 2009 markerade ännu en stor förändring i kören då Elisabeth Rünell, studerande vid musiklärarutbildningen i Piteå, blev körens första utomstående dirigent. Senare tog Ida Persson över, hon var studerande vid musiklärarutbildningen i Piteå och dirigerade Snapsakademien fram till våren 2015.
Från år 2015 till 2023 var Linnea Pettersson körens dirigent. Pettersson har en sångpedagogexamen från Musikhögskolan i Piteå, och en Operabachelorutbildning vid Norges Musikhögskola/ Operahögskolan i Oslo.
Sedan 2023 har Martin Schultz agerat dirigent i Linneas plats.

## Dirigenter
- Martin Schultz (2023-)
- Linnea Pettersson (2015-2023)
- Ida Persson (2010-2015 )
- Elisabeth Rünell (2009-2010)
- Joakim Holm (2007-2009)
- Joakim Sandström (2001-2007)

## Framträdanden
Snapsakademien gör främst framträdandena som middags- eller pausunderhållning vid olika fester på universitetet, allt ifrån enklare sittningar till doktorspromotioner. Återkommande varje år är en vårkonsert och en julkonsert med varierande teman från år till år. Vid sista april brukar kören sjunga in våren med klassisk vårsång vid majbrasan.
Den 30 april 2005 firades körens 10-årsjubileum med jubileumskonsert, en tillställning i vilken såväl dåvarande som före detta medlemmar deltog. 2010 markerades körens 15-årsjubileum med ännu en stor konsert.
2015 var året då kören fyllde 20 år, som traditionsenligt firades med stor jubileumskonsert med dåvarande och före detta medlemmar. Konserten kom att bli omskriven av Norrbottenskuriren.
Delar av kören har vid ett flertal tillfällen deltagit vid manskörsfestivalen KAPRIS i Uppsala, och sedan 2011 vid Nordisk studentsångarstämma, NSSS – en körfestival som äger rum vart tredje år i Norden eller Baltikum.